# Mysore (cohete)

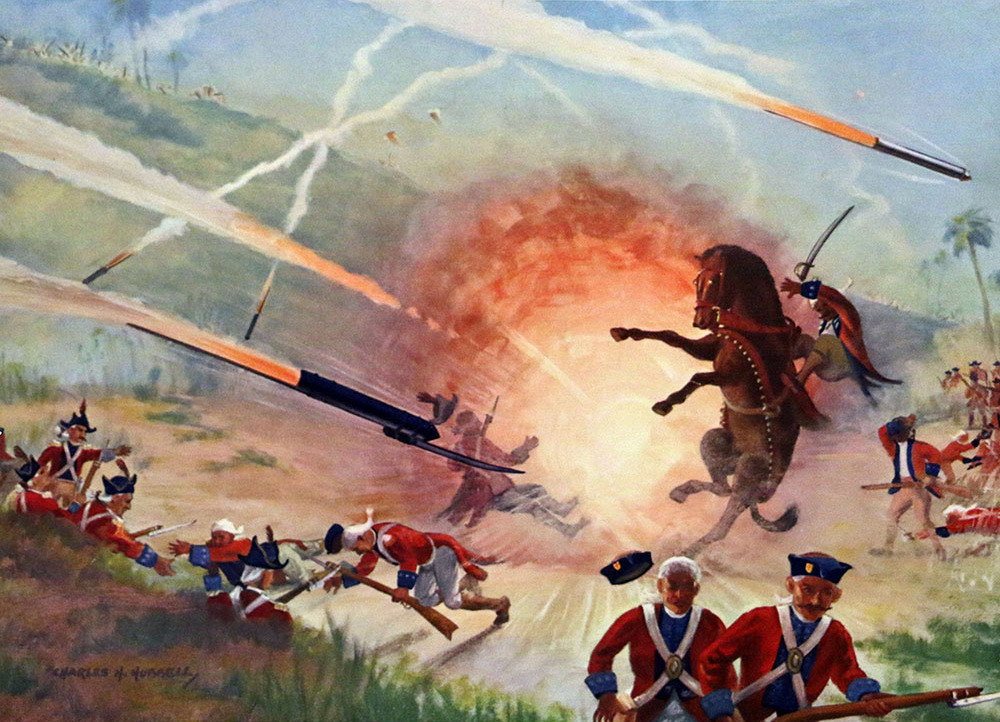
En el año 1780 los británicos comenzaron un proceso de anexión de los territorios del Sultanato de Mysore, en la India, durante la segunda guerra anglo-mysore. Un batallón británico fue derrotado en la batalla de Pollilur, por las fuerzas de Hyder Ali, quien utilizó cohetes contra los grupos de las fuerzas británicas.

Los cohetes Mysore eran cohetes encapsulados en hierro que fueron utilizados con éxito en acciones militares. Hyder Ali, gobernador en el siglo XVIII de Mysore en la India, y su hijo y sucesor, Tipu Sultán utilizaron estos cohetes de manera efectiva contra la  British East India Company.  Sus conflictos con la compañía expusieron a los británicos y a los reinos indios a esta tecnología, que fue posteriormente incorporada para mejorar la coheteria europea con el advenimiento del cohete Congreve.

## Tecnología y desarrollo
El padre de Hyder Ali, el naik o jefe en Budikote, comandaba una fuerza de 50 coheteros para el Nawab de Arcot. El ejército de Mysore, tenía un cuerpo regular de coheteros, que llegó a ser de unos 1200 hombres en tiempos de Hyder Ali. En la batalla de Pollilur (1780), durante la  Segunda Guerra Anglo-Mysore, los depósitos de municiones del coronel William Baillie detonaron al ser alcanzados por uno de los cohetes de Hyder Ali, contribuyendo a una humillante derrota de los británicos.
Hyder Ali y su hijo Tipu Sultán utilizaron los cohetes de manera efectiva contra las importantes fuerzas de la British East India Company durante las guerras Anglo-Mysore. Estos 'misiles', que incorporaban elementos cortantes como espadas volaban grandes distancias, a varios metros de altura para luego caer con sus puntas cortantes sobre el enemigo. Por lo tanto los británicos se interesaron sobremanera en la tecnología y la perfeccionaron durante el siglo XIX. Los cohetes Mysore de este período eran mucho más avanzados que los que los británicos habían visto con anterioridad, especialmente por el uso de tubos de hierro para alojar el propelente; lo cual resultaba en un mayor poder de empuje y mayor alcance del misil (hasta 2 km). Si bien existían cohetes en Europa, no usaban cuerpos de hierro y su alcance era mucho menor que el de estos cohetes de Mysore. Si bien estos cohetes de hierro dulce eran algo rudimentarios, el poder de la pólvora negra que poseían era mucho mayor que el poder que tenían los cohetes con contenedores de papel; por lo tanto el "motor" desarrollaba una presión interna de empuje mucho mayor. En las batallas en Seringapatam en 1792 y 1799 este tipo de cohetes fue utilizado con gran éxito contra los británicos."
Los sectores en los cuales se fabricaban los cohetes y los fuegos de artificio eran denominadas Taramandal Pet ("Mercado de las Galaxias").  Tipu Sultan escribió un manual militar titulado Fathul Mujahidin en el cual se asignaba un grupo de 200 hombres responsables de cohetes a cada "cushoon" (brigada) de Mysore. Mysore tenía entre 16 a 24 cushoons de infantería.  Los responsables de los cohetes habían sido entrenados para lanzar los cohetes en un ángulo que dependía del diámetro del cilindro y la distancia al blanco. Además, en la guerra se utilizaron lanzadores de cohetes con ruedas capaces de lanzar entre cinco a diez cohetes simultáneamente. Si bien los cohetes podían ser de distintas dimensiones, por lo general consistían de un tubo de hierro dulce de unos 20 cm de largo y 3.5 a 7.5 cm de diámetro, con un extremo cerrado y atado a una vara de bambú de unos 1.2 m de largo. El tubo de hierro funcionaba como cámara de combustión y alojaba el propelente que consistía de pólvora negra prensada. Un cohete que contenía unos 450 g de pólvora podía volar casi 900 m. Por comparación, los cohetes en Europa, no tenían una envuelta de metal, con lo que las presiones alcanzables en la cámara eran mucho menores y por lo tanto no eran capaces de alcanzar distancias tan grandes.
El camino a la vera de Jumma Masjid cerca del mercado de la Ciudad y Taramandalpet, Bangalore era la base del proyecto de cohetes de Tipu, y donde había construido un laboratorio.